# Nicodim de la Tismana
Sfântul Nicodim de la Tismana n. 1320, Prilep, Strymon⁠(d), Imperiul Roman de Răsărit – d. 26 decembrie 1406, Mănăstirea Tismana, Țara Românească) a fost un arhimandrit, întemeietorul mănăstirilor Vodița și Tismana din Oltenia și a mănăstirii Vișina pe valea Jiului. Este considerat ocrotitorul Olteniei.
Nicodim și-a primit numele de monah la Mănăstirea Hilandar de la Muntele Athos, unde a ajuns în fruntea obștei. A făcut parte din delegația care în anul 1375 a mediat la Constantinopol ridicarea anatemei asupra Patriarhiei sârbești, misiune îndeplinită cu un succes așa de mare, că a fost numit arhimandrit de către Patriarhul Filotei.
Urmându-și chemarea, în anul 1369 a traversat Dunărea înot în dreptul orașului Ursa (azi Orșova), și a întemeiat prima sa mănăstire, Vodița ("Apița", sau "Apoasa"). Totuși, considerând că nu și-a îndeplinit chemarea, a continuat căutările și a găsit un loc pe care l-a considerat ideal, unde în 1377 a început zidirea mănăstirii Tismana.
Spre sfârșitul vieții s-a retras la Mănăstirea Prislop, unde a caligrafiat un Tetravanghel, considerat cea mai veche carte datată din Țara Românească.

## Contextul istoric
Marea Schismă din 1054 a marcat momentul dureroasei sciziuni din interiorul creștinismului, care ulterior (c. 1500) a condus la constituirea a două mari ramuri — vestică (catolică) și estică (ortodoxă). În secolele următoare între Biserici a urmat o luptă pentru supremație, întreținută de unii dintre conducătorii din amble tabere, marcată nu arareori de excese. În secolul al XIV-lea în Banatul de Severin, adică la frontiera dintre Ungaria, Serbia și Țara Românească, aveau loc lupte susținute și de cele două Biserici. Neagu Djuvara afirmă că, spre deosebire de majoritatea populației din Țara Românească, de credință ortodoxă, domnitorii Basarab I și fiul său, Nicolae Alexandru, erau catolici. Împiedicarea expansiunii spre est a influenței Bisericii Romano-Catolice necesita reafirmarea credinței ortodoxe, inclusiv prin întemeierea de mănăstiri. Acestea erau totodată și locul unde se formau funcționarii cancelariilor domnești și locuri de refugiu.

## Biografie
„Numeroase amănunte din viața și activitatea sfântului Nicodim nu ne sunt cunoscute, dar măreția persoanei lui l-a impus în conștiința și dragostea poporului român, nu numai ca reorganizator al vieții monahale după modelul de la sfântul Munte Athos, ctitor de biserici și mănăstiri, talentat miniaturist, ci și ca sfânt, mare făcător de minuni.””—Prof. dr. Emilian Popescu, 
Ca orice sfânt, Nicodim a avut parte de o istorisire a vieții sale scrisă în slavonă „chiar de ucenicii sfântului”. Păstrată la Tismana, aceasta s-a pierdut în cursul secolului al XVIII-lea. La începutul secolului al XIX-lea, Ștefan Ieromonahul a rescris-o în limba română, bazându-se pe tradițiile orale din mănăstire. P. P. Panaitescu remarcă faptul că acei călugări știau unele pasaje din istoria slavonă pe de rost, fapt care se reflectă în exactitatea unor nume și fapte, precum și în existența unor etimologii populare (de exemplu Ștefan, fiul cneazului Lazăr al Serbiei, este numit „Silnic” — cuvânt provenit din slavonul „Sil'nîi”, „cel tare”). De asemenea, elemente din viața călugărului Nicodim se regăsesc și în viața lui Isaia, precum și în cea a patriarhului sârb Sava al II-lea, ambele datând din secolul al XV-lea.
Istoricul Nicolae Iorga presupunea că Nicodim s-a născut în Macedonia, la Prilep, ca aromân, dar această ipoteză n-a fost confirmată de niciun istoric macedonean. Istoricii sârbi vorbesc însă de mica localitate Prilep din Kosovo, aflată doar la 5 km de ctitoria lui Ștefan Dușan, „Visoki Dečani”, biserica principală a Mănăstirii Dečani, inclusă astăzi în patrimoniul UNESCO. Mama sa era una dintre fiicele domnitorului Basarab I, prin intermediul căruia Nicodim se înrudea cu cnejii sârbi, voievozii transalpini și țarii bulgari. Nu se cunoaște exact anul nașterii, se presupune că s-ar fi născut în 1310, dar mai plauzibil este anul 1320.
Fiind de os domnesc, se va bucura de instruire în mediul bisericesc. La Deciani, lângă Prilep tocmai se construia biserica „Visoki Dečani”. „Iar sântul Botezat fiind dupre obiceiul creștinesc, și crescut întru buna pedepsire, și temere de D-deu și a iubirei în tânără vârstă a prunciei sale, dat a fost de părinții lui la învățătura cărței. Și isteț fiind la minte, sântul în scurtă vreme a învățat toată dumnezeeasca Scriptură, care duce întru mântuire, și gramatica cea slovenească, foarte bine și desăvârșit”. În viața lui Isaia este prezentat ca un „adânc cunoscător al Sfintei Scripturi și bun orator”.
În 1335 Nicodim întâlnește monahii de la Muntele Athos care vizitau Mănăstirea Deciani, cu ocazia inaugurării ei. Această întâlnire îi va releva drumul pe care îl va urma în viață. Pleacă la Muntele Athos pentru a-și desăvârși instruirea. Este primit ca frate la Lavra Hilandar. În 1338 primește numele de Nicodim. În 1341 este hirotonisit ierodiacon, iar în 1343 ieromonah. Mai târziu ajunge protrosinghel. După moartea egumenului mănăstirii este ales în fruntea obștii călugărești de la Hilandar.
Prin 1369 Nicodim ajunge în Țara Românească, trecând Dunărea înot (sau plutind pe rasa călugărească, după cum este istorisită una dintre minunile sale), unde întemeiază în 1371, ca urmare a unei viziuni, Mănăstirea Vodița.
În 1375 Nicodim este solicitat să facă parte din delegația care urma să mijlocească pentru Serbia la Constantinopol ridicarea anatemei, datorată conflictului dintre aceste două Biserici din anul 1346, ca urmare a declarării unilaterale a Patriarhiei Sârbești. Deși Nicodim îndeplinea formal doar rolul de „tălmaci de cuvinte”, Patriarhul Filotei al Constantinopolului l-a apreciat foarte mult pe Sfântul Nicodim, i-a dăruit cârja sa, trei părticele din sfintele moaște ale Sfântului Ioan Gură de Aur, ale Sfântului Ignatie Teoforul și ale sfântului Mucenic Teofil, moaște care se află și astăzi la Mănăstirea Tismana, și l-a făcut arhimandrit. Misiunea delegației sârbe a fost încununată de succes, întrucât patriarhul a ridicat anatema aruncată asupra bisericii sârbe.
Se întoarce în Țara Românească unde va întemeia Mănăstirea Tismana, la 1378.

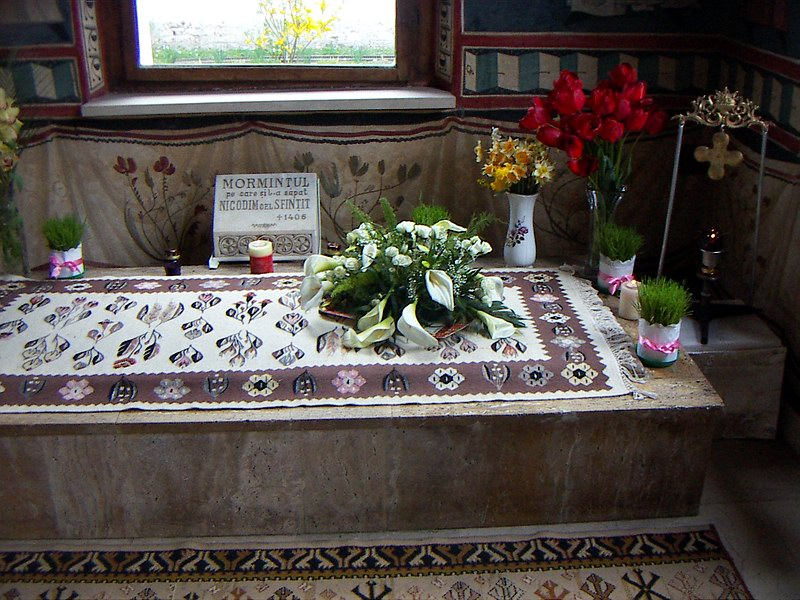
Mormântul Sfântului Nicodim de la Tismana

Între 1399 și 1405 se va retrage la mănăstirea Prislop din Transilvania ca urmare a unui posibil conflict cu Mircea cel Bătrân. Pe Evangheliarul său, există o adnotare a lui Nicodim, care, dacă este intrepretată așa: „Această Evanghelie a scris-o Nicodim în Țara Ungurească, în anul al șaselea al prigonirii lui, 6913 (1405)”, P. P. Panaitescu nu exclude ipoteza ca Nicodim să se fi amestecat în treburile politice, devenind incomod pentru voievodul muntean. Însă în 1406 are loc împăcarea, iar starețul se întoarce în Țara Românească. La puțin timp după aceea, Nicodim se întâlnește la Tismana cu Mircea, care-l numește „rugătorul domniei mele, popa Nicodim”, iar în noiembrie, la Turnu Severin, a participat la întâlnirea cu regele Sigismund. O cădelniță de argint ce încă se mai afla în 1654 la Tismana reprezenta un dar al lui Sigismund pentru Nicodim. De asemenea, regele ungur a acordat în mai multe rânduri privilegii speciale pentru călugării de la mănăstirile Vodița și Tismana și le-a întărit acestora daniile din Serbia.
Nicodim se stinge din viață în 26 decembrie 1406 și este înmormântat în pridvorul mănăstirii Tismana. Moaștele sale s-au păstrat un timp la Tismana, iar apoi au dispărut fără urmă. Se presupune că acum sunt la Mitropolia din Muntenegru, la Tismana rămânând doar un deget, cel arătător de la mâna dreaptă, alături de crucea sa de plumb.

## Activitate

### Înainte de venirea în Țara Românească
La Muntele Athos își face ucenicia în atelierele unde se scriau și se traduceau producții literare, însușind limbile greacă și slavonă. Se inițiază în arta de la Muntele Athos, caligrafie, pictură (miniatură), și câteva meșteșuguri (arhitectură, zidărie, tâmplărie, argintărie).
În timp ce era la Muntele Athos are o viziune divină în care i se cerea să construiască o mănăstire lângă o cădere de apă. Ca urmare se întoarce în Serbia, unde, după legendă, întemeiază mănăstirile Manastirica (Mănăstirița), la granița dintre Macedonia și Kosovo și Vratna din Negotinul covârșitor românesc ca populație. Tot lui i se atribuie și clădirea unei biserici la Șaina, ținutul Cladova de pe Valea Timocului, regiune cu sate aproape exclusiv românești până în zilele noastre.
Despre așezământul monastic Mănăstirița, existent și azi, legendele spun că a fost întemeiat de Nicodim și de „Radul beg”, al cărui nume se mai distingea în vechime pe porțile altarului. În acele timpuri zona era parte a Țaratului de Vidin.

### În Țara Românească
În 1369 Nicodim este chemat în Țara Românească, pentru a întemeia o mănăstire. Răspunde solicitării cu entuziasm, urmându-și viziunea. Se spune ca a traversat singur Dunărea înot în zona Porților de Fier între localitățile Techia (de pe malul drept al Dunării), actual acoperită de apele unui lac de acumulare, și Ursa, zisă azi Orșova (pe malul stâng).
Cneazul Lazăr al Serbiei a făcut unele donații prin 1380–1382 lui Nicodim, pentru mănăstirile Vodița și Tismana, pe care le-au ajutat și în momentul zidirii, zece sate românești din Serbia. Acestea erau: Trei Poduri, zis Tri Brodi, Hanovți, Drajevți, Crușevița cu Duhovți, Isvorți, Barici, Bichini, Ponicva și Poporate, cele evidențiate existând și astăzi între cetatea dunăreană Golubăț și râul Pek. Dania este reînnoită de fiul cneazului sârb, Ștefan Lazarevici, în 1406, și mai apoi de către Sigismund de Luxemburg al Ungariei, în 1428. Însă în cel din urmă caz, regele întărește alte cinci sate (în loc de zece), aflate mai la apus, din cauză că pierduse în fața expansiunii otomane controlul asupra zonei cetății Golubăț.

#### Întemeierea Mănăstirii Vodița
Conform viziunii sale, imediat ce ajunge în Țara Românească, Nicodim începe demersurile pentru întemeierea unei mănăstiri. Este sprijinit de domnitorul Vlaicu Vodă (1364–1377), al cărui unchi era. În anul 1370 începe, împreună cu călugării pe care i-a raliat cauzei sale, ridicarea mănăstirii Vodița, lângă satul Vârciorova, proces care a continuat până în 1375. Această biserică era clădită după modelul bisericii Crușevița din Serbia. Vladislav îi va dărui sate și tain de hrană din casa domnească.

#### Întemeierea Mănăstirii Tismana

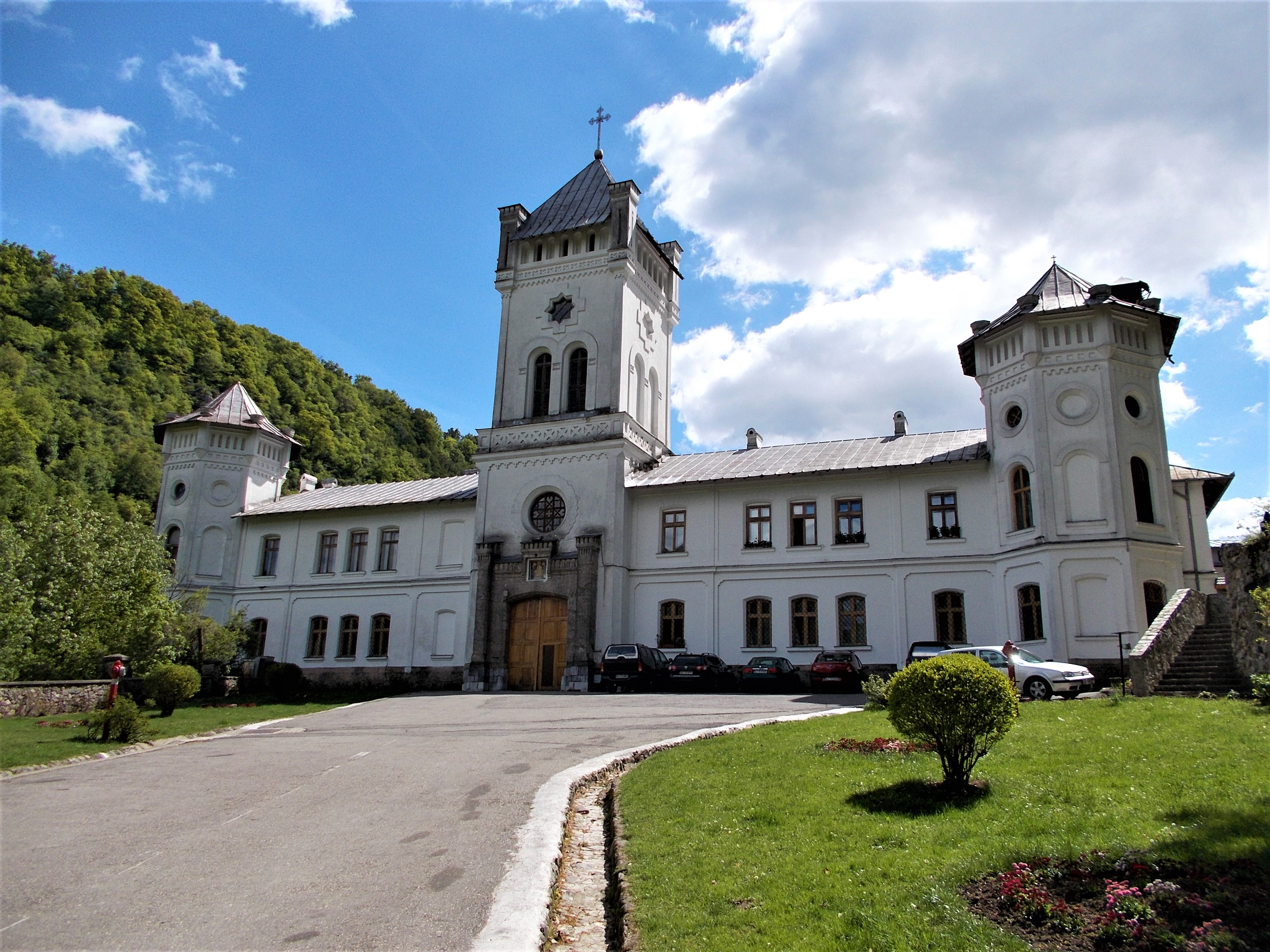
Mănăstirea Tismana

Sub protecția Doamnei Clara (de religie catolică), a doua soție a lui Nicolae Alexandru și mama vitregă a lui Vlaicu Vodă, acționau misionari papali. Ajutat de sfaturile Cuviosului Nicodim, Vlaicu Vodă va reuși să blocheze planurile acestora. În acest scop ei hotărăsc întărirea frontierei religioase prin înființarea mănăstirilor ortodoxe. Coordonarea înființării acestora nu se putea face de la Mănăstirea Vodița, al cărei amplasament nu era potrivit pentru acoperirea necesităților comunității ortodoxe. În plus, unii istorici sunt de părere că la începutul domniei lui Radu I Banatul de Severin (cu tot cu mănăstirea Vodița, deci) se afla în mâinile ungurilor. În documentele lui Dan I și cele timpurii semnate de Mircea cel Bătrân este pomenită doar Tismana, iar din vechile ei danii de la Vladislav Vlaicu lipsesc „gălețile de grâu de la satul lui Costea”. Acestea vor reapărea după ce Mircea își extinde controlul asupra Banatului de Severin.
Așadar, Nicodim începe să caute un loc pentru a întemeia o nouă mănăstire. În acest scop vizitează Oltenia subcarpatică, căutările sale ducând la inițierea ridicării mai multor mănăstiri și biserici, cum au fost mănăstirile de la Gura Motrului și Vișina (la Gura Sadului), bisericile de la Coșuștea, Jidoștița și cea de pe malul râului Topolnița și schitul de pe Valea Aninoasei.
Plecând din Aninoasa, ajunge la Gropșani (astăzi Vânăta), lângă ceea ce astăzi se cheamă Tismana. Mergând pe valea apei în sus ajunge la o mică cascadă ce izvorăște dintr-o peșteră, unde constată că ar fi un loc bun pentru înființarea unei mănăstiri. Legenda spune că sfântul a fost adus aici de un vis, iar când a ajuns pe locul viitoarei mănăstiri, din peșteră a ieșit un balaur pe care a reușit să-l răpună numai după ce i-a arătat crucea sa de plumb. Se întoarce la Mănăstirea Vodița, unde lasă în locul său ca stareț (abate) pe ieromonahul Agaton, iar el, împreună cu ucenicii săi, se duce la Tismana și în 1377 începe construcția bisericii din zid, sfințită în 1378. În paralel cu construcția se ocupă de organizarea vieții monahale, conform regulilor însușite la Muntele Athos. Mănăstirea înființată de el avea rang de arhimandrie, Nicodim fiind deja arhimandrit, și era „Mare Lavră” și prima arhimandrie din țară.
De-a lungul timpului, Mănăstirea Tismana s-a bucurat de sprijinul domnitorilor Radu I (1377–1383), Dan I (1383–1386) și Mircea cel Bătrân (1386–1418) al căror consilier a fost Cuviosul Nicodim.

### Activitate teologică și culturală

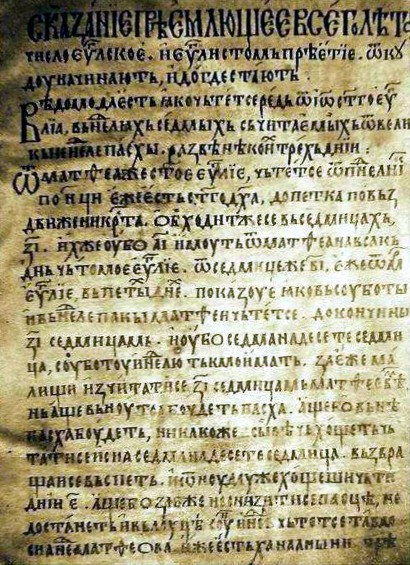
Prima pagină a evangheliarului scris de Nicodim

Nicodim a avut calități de bun cărturar, isihast și teolog. A corespondat cu mai mulți teologi, iar din această corespondență s-au păstrat două scrisori cu Patriarhul Eftimie al Târnovei, în chestiuni dogmatice.
În ultimii ani ai vieții, între 1399-1405, s-a mutat la Mănăstirea Prislop, unde între anii 1404-1405 a caligrafiat și miniat un Tetraevanghel pe pergament pe care l-a ferecat cu coperte de argint aurit, măiestrit lucrate, considerat o capodoperă a epocii. Este cea mai veche carte datată din Țara Românească, cu cea mai veche ferecătură și se află la Muzeul Național de Istorie din București. Datarea este pe spatele ultimei pagini, al cărui text în interpretarea Mitropolitului Tit Simedrea este: „Această Sfântă Evanghelie a scris-o popa Nicodim în Țara Ungurească în anul al șaselea al acestei goane după isihie. Socotim de la facerea lumii anul 6913 (1405)”.

### Minuni
Sunt considerate minuni ale Sfântului Nicodim:
- Viziunile pe care le-a avut privind înființarea mănăstirilor;
- Trecerea miraculoasă a Dunării plutind pe rasa călugărească;
- Întâmplarea de la Ponoare, în care blestemul lui Nicodim aruncat asupra localnicilor reluctanți s-a împlinit;
- Darul tămăduirii, de care a beneficiat și o fiică suferindă de epilepsie a regelui Sigismund de Luxemburg al Ungariei;
- Transformarea fripturii de purcel în păstrăv cu ocazia praznicului în onoarea lui Sigismund și a lui Mircea cel Bătrân;
- Mersul prin foc.

Sfințenia vieții sale și minunile săvârșite atât în timpul vieții, cât și după moarte, prin moaștele sale, l-au eternizat. Deși a fost considerat un sfânt încă în timpul vieții, a fost canonizat prin tomosul Sfântului Sinod al Bisericii Ortodoxe Române abia după aproape 600 ani, în 1955, fiind pomenit sub numele de Sfântul Nicodim cel Sfințit de la Tismana, fiind cinstit în calendarul ortodox pe 26 decembrie.

### Pentru aprofundarea subiectului
- Emil Lăzărescu, Nicodim de la Tismana și rolul său în cultura veche românească (până la 1385), I, în „Romanoslavica”, XI, 1965, p. 237–285
- P. Ș. Năsturel, Cuviosul Nicodim cel sfințit și odăjdiile mitropolitului Antim Critopol de la Tismana, în „Mitropolia Olteniei”, nr. 7–8, p. 419–430
- Radu Crețeanu, Personalitatea cuviosului Nicodim de la Tismana după documentele vremii, în „Mitropolia Olteniei”, 1976, nr. 11–12, p. 932–945
- Episcopul Teoctist, O ctitorie ardeleană a Sf. Nicodim: mănăstirea Prislop, în „Mitropolia Olteniei”, 1970, nr. 5–8, p. 634–638
- Ranko Jakovljevic, Put svetog Nikodima, Beograd, 2006.